# Józef Kimbar
Józef Kimbar herbu własnego vel Siekierz (ur. ok. 1750 – zm. po 1800) – stolnik upicki, poseł na sejm grodzieński (1793), starosta tarwidowski (1775), sędzia i pisarz grodzki upicki (1776), podczaszy (1781), podstoli (1783), stolnik upicki (od 1787). 
Na sejmie grodzieńskim sprzeciwiał się podziałowi Rzeczypospolitej. 1 lipca 1793 gdy dał wyraz przekonaniu, że polityka Katarzyny II zmierza do przekształcenia Polski w prowincję rosyjską, został uwięziony na rozkaz posła rosyjskiego Jakoba Sieversa. Później został uwolniony. Działał w związku z opozycyjną grupą posłów patriotycznych mazowieckich i podlaskich. 15 lipca 1793 wygłosił dramatyczną mowę, w której wzywał króla Stanisława Augusta Poniatowskiego by wraz z całym sejmem udał się raczej na wygnanie na Syberię niż podpisał hańbę rozbioru. Po podpisaniu tego aktu zaatakował króla, mówiąc: Niczego się nie lękam ani stracham, mówię prawdę, żeś zdrajca. W kilku mowach sprzeciwiał się powołaniu komisji sejmowej, do rozpoczęcia pertraktacji podziałowych z Królestwem Prus. Wraz z kilkoma innymi patriotycznymi posłami zmusił inicjatora tego projektu Adama Podhorskiego do ucieczki z izby poselskiej. Jako jeden z czterech przedstawicieli Litwy wszedł obok kilku innych posłów patriotycznych w skład komisji powołanej do utworzenia nowej formy rządu. Po aresztowaniu czterech posłów przez Sieversa, bezskutecznie upominał się o ich uwolnienie, piętnował jego gwałty. Podpisał konfederację grodzieńską z zastrzeżeniem, że obstaje przy całości granic Rzeczypospolitej. W październiku protestował przeciwko zawarciu przymierza z Imperium Rosyjskim, 18 października uroczyście oświadczył, że uznaje ten akt za nielegalny. 
W insurekcji kościuszkowskiej był członkiem sądu kryminalnego powiatu upickiego. Został generał-adiutantem wojsk litewskich. 
Żonaty był z Anną z Kościuszków, jego syn Onufry był oficerem armii Księstwa Warszawskiego.